# Марксистська теорія походження держави
Марксистська (класова) теорія походження держави – це теорія виникнення держави як результат історичного прогресу, обумовленого економічними перетвореннями. Держава виникає внаслідок появи надлишкового продукту, приватної власності, яка призводить до майнової та соціальної нерівності, класового розшарування суспільства. Утворення держави пов'язано з необхідністю стримування пригніченого класу, його експлуатації.

## Формування теорії
Поряд із лібералізмом і консерватизмом у XIX ст. склалася так звана науково-соціалістична (критично-соціалістична) доктрина держави і права. Найбільш видатними представниками цієї течії у політичній думці стали Карл Маркс і Фрідріх Енгельс.
Світоглядною основою марксистського політико-правового вчення був економічний матеріалізм, основне положення якого — детермінація політико-правових явищ соціально-економічною сферою діяльності людини.
На формування політико-правової доктрини марксизму справили вплив різні наукові та утопічні системи знань. Із класичної англійської політекономії В. Петті, Давида Рікардо, Адама Сміта родоначальники марксизму запозичили знання об'єктивних законів економічного життя.
Гегелівська філософія надала їм діалектичний метод дослідження.
Великі французькі історики О. Тьєррі, О. Міньє, Ф. Гізо встановили залежність політико-правових явищ від класової боротьби, яка відбувається в суспільстві, що теж було узято на озброєння марксизмом. Французькі і англійські соціалісти-утопісти розробили положення про буржуазну суть держави і права того часу, про неминучість соціальної революції, про необхідність диктатури на період переходу від капіталізму до соціалізму та комунізму, а також висловили припущення про відмирання держави при комунізмі. Більше того, на формування окремих положень марксистської теорії певним чином вплинули нещадно критиковані Марксом і Енгельсом ліберали.
У 1845—1846 pp. К. Маркс і Ф. Енгельс видали свою працю «Німецька ідеологія», яку дослідники назвали першою зрілою концепцією матеріалістичного розуміння держави і права. У ній вся історія суспільного розвитку розглядалася як закономірний процес, у якому визначна роль належала розвиткові виробничих відносин.
У 1848 р. в «Маніфесті комуністичної партії» мислителі дали визначення держави і права. На їхню думку, держава -це політична організація, організоване насилля одного класу над іншими. А право є введеною в закон волею панівного класу, зміст якої визначається матеріальними умовами життя цього класу.
У 1884 р. Ф. Енгельс видав працю «Походження родини, приватної власності та держави», в якій за раніше виробленою разом із К. Марксом схемою та з використанням ідей, викладених американським істориком і етнографом Льюїсом-Генрі Морганом (1818—1881) у праці «Стародавнє суспільство», розглянув проблеми розвитку людства від родового до державного устрою, пов'язуючи виникнення держави з приватною власністю і появою класів.
Політико-правова доктрина марксизму викладена в спільній праці Маркса і Енгельса «Маніфест Комуністичної партії», творах Маркса «До критики гегелівської філософії права. Вступ», «Класова боротьба у Франції з 1848 по 1850 р.», «18 брюмера Луї Бонапарта», «Громадянська війна у Франції», «Критика Готської програми», працях Енгельса «Походження родини, приватної власності та держави», «Анти-Дюрінг».

## Походження і сутність держави та права
Держава і право розглядалися Марксом і Енгельсом як історичні, тобто обмежені тимчасовими рамками, скороминущі категорії. Окремі положення, що стосуються походження держави, трапляються в спільних творах двох родоначальників марксизму й у працях Маркса. Але детально теорія походження держави і права розроблена в основному Енгельсом, який не зовсім критично підійшов до відомостей, викладених Л.Г. Морганом у творі «Давнє суспільство». Ґрунтуючись на дій книзі, Енгельс накреслив такі етапи становлення держави і права:
- розподіл суспільної праці і виникнення сім'ї;

- виникнення приватної власності;

- поява класів і держави, одночасно з якою виникає право.

Саме тут Енгельс виклав формаційну типологію держав за їх класовою сутністю: рабовласницька, феодальна, буржуазна.
На думку Маркса й Енгельса, держава виникла в результаті розколу суспільства на класи з протилежними економічними інтересами і саме вона є «державою виключно пануючого класу і у всіх випадках залишається по суті машиною для придушення пригноблюваного, експлуатованого класу».
Маркс і Енгельс трактували державу і право як явища, зумовлені економічною структурою суспільства, сукупністю об'єктивно існуючих виробничих відносин, в основі яких лежить певна форма власності. Власність, зокрема на засоби виробництва, нерівномірно розподілена між учасниками економічних відносин: у одного класу в наявності засоби виробництва (земля, капітал), у іншого є тільки здатність до праці (раб, селянин, пролетар). Відсутність у працівника засобів виробництва породжує відчуження людини від продуктів своєї праці, класове розмежування і класову боротьбу.
Соціально-економічна сфера є базисною для юридичної, політичної і ідеологічної надбудови. «Спосіб виробництва матеріального життя, — стверджував Маркс, — зумовлює соціальний, політичний і духовний процеси життя взагалі». Держава і право як частини надбудови виражають волю і інтереси класу, який економічно панує при певній системі виробництва. Право, згідно з думкою Маркса й Енгельса, теж носить класовий характер. У «Маніфесті Комуністичної партії», патетично звертаючись до буржуазії, Маркс і Енгельс писали: «Ваше право є лише зведеною в закон волею вашого класу, волею, зміст якої визначається матеріальними умовами життя вашого класу».
Маркс і Енгельс стверджували, що держава і право, будучи надбудовними явищами і, залежачи, урешті-решт, від соціально-економічного базису, все ж таки володіють певною самостійністю. Цим, зокрема, пояснюється різноманіття форм держави і права, що існує в межах однієї формації.